# Humongous Entertainment
Humongous Entertainment – była amerykańska firma zajmująca się produkcją i wydawaniem gier komputerowych dla dzieci. Właścicielem firmy jest Atari.

## Historia
Firma Humongous została założona w 1992 roku przez Shelley Day oraz Rona Gilberta, który był w wytwórni głównym projektantem. Nazwa Humongous Entertainment został zaproponowana przez kolegę Gilberta z LucasArts, Tima Schafera. Gry produkowane przez firmę były dostępne dla systemów Microsoft Windows i Macintosh, wcześniejsze również dla MS-DOS.
Firma wydała m.in. takie pozycje jak: Putt-Putt, Pajama Sam czy Freddi Fish.

## Gry
- Putt-Putt
  - Putt-Putt Joins the Parade (1992)
  - Putt-Putt Goes to the Moon (1993)
  - Putt-Putt's Fun Pack (1993)
  - Putt-Putt and Fatty Bear's Activity Pack (1994)
  - Putt-Putt Saves the Zoo (1995)
  - Putt-Putt and Pep's Balloon-o-Rama (1996)
  - Putt-Putt and Pep's Dog on a Stick (1996)
  - Putt-Putt Travels Through Time (1997)
  - Putt-Putt Enters the Race (1999)
  - Putt-Putt Joins the Circus (2000)
  - Putt-Putt: Pep's Birthday Surprise (2003)
- Freddi Fish
  - Freddi Fish and the Case of the Missing Kelp Seeds (1994)
  - Freddi Fish 2: The Case of the Haunted Schoolhouse (1996)
  - Freddi Fish and Luther's Maze Madness (1997)
  - Freddi Fish and Luther's Water Worries (1997)
  - Freddi Fish 3: The Case of the Stolen Conch Shell (1998)
  - Freddi Fish 4: The Case of the Hogfish Rustlers of Briny Gulch (1999)
  - Freddi Fish 5: The Case of the Creature of Coral Cove (2001)
- Pajama Sam
  - Pajama Sam In: No Need To Hide When It's Dark Outside (1996)
  - Pajama Sam's Sock Works (1997)
  - Pajama Sam 2: Thunder and Lightning Aren't so Frightening (1998)
  - Pajama Sam's Lost & Found (1998)
  - Pajama Sam 3: You Are What You Eat From Your Head To Your Feet (2000)
  - Pajama Sam: Games to Play On Any Day (2001)
  - Pajama Sam 4 : Life is Rough When You Lose Your Stuff (2003)
- Spy Fox
  - Spy Fox in "Dry Cereal" (1997)
  - Spy Fox in Cheese Chase (1998)
  - Spy Fox 2: "Some Assembly Required" (1999)
  - Spy Fox in Hold the Mustard (1999)
  - Spy Fox 3: "Operation Ozone" (2001)
- Big Thinkers
- Backyard
  - Backyard Baseball
  - Backyard Soccer
  - Backyard Football
  - Backyard Basketball
  - Backyard Hockey
  - Backyard Skateboarding